# Atanas Atanasov (voetballer, 1985)
Atanas Marinov Atanasov (Bulgaars : Атанас  Маринов Атанасов) (Pleven, 14 juli 1985) is een voormalig Bulgaars voetballer.

## Loopbaan
Atanasov  begon in jeugd voetballen bij Spartak Pleven. Hij ging in prof voetballen bij Tsjernomorets Boergas in 2003. Daarna speelde hij ook in Vidima-Rakovski Sevlievo en Belite orli. In januari 2008 keerde Atanasov terug naar zijn eerste club Spartak Pleven.

## Erelijst

### Beroje Stara Zagora
- Bulgaarse beker (1) : 2009-2010